# جغد سنگی
جغدهای سنگی (نام علمی: Athene (owl)) سرده‌ای از جغدان راستین هستند. این سرده با توجه به انواع طبقه‌بندی جانوری، ۲ تا ۴ گونه را شامل می‌شوند.

## گونه‌های موجود
- جغد خالدار جنوبی،   Athene brama
- جغد کوچک،   Athene noctua
- جغدک جنگلی،   Athene blewitti
- جغد سوراخ‌نشین،   Athene cunicularia

## نمونه‌هایی از گونه‌های منقرض‌شده
- Athene megalopeza
- Athene veta
- Athene angelis